# Ступа Просветления в Отрадном
Сту́па Просветле́ния хра́мового ко́мплекса Тубде́н Шедубли́нг — строение культового назначения, возведённое на территории будущего буддийского храмового комплекса Тубден Шедублинг в Москве, который войдёт в состав Духовно-просветительского комплекса российских традиционных религий в Отрадном. Это капитальное трёхуровневое сооружение высотой около 15 метров, построенное для совершения круглогодичного, но эпизодического отправления религиозного культа.
Как и все другие ступы Просветления, она символизирует цель буддийского пути — узнавание природы собственного ума и полное Просветление (бодхи). Это означает освобождение от неведения (авидья) и всех прочих омрачений ума (клеша). А также, раскрытие всех благих качеств ума — любви (майтри), сострадания (каруна), сорадости (мудита), равностно-доброго отношения ко всем живым существам (упекша), совершенной мудрости Будды (праджня). Ступа Просветления является также символом преодоления всех препятствий на пути и завес (аварана).
В проекте производства работ (ППР) компании «ПИК Генплан», объект именовался как ступа преумножения счастья и добродетели «Таши Гепел Чортен».

## Ход строительства
- 2000 год — власти Москвы разрешили построить в городе первый дацан — в районе Отрадное.
- 2016 год — на выделенной для него территории начали возводить Ступу Просветления.
- октябрь 2016 — проведён подготовительный этап строительных работ по возведению Ступы Просветления и одноэтажного здания корпуса Малого Храма[2], а также построено двухэтажное временное помещение, чтобы буддисты уже могли там встречаться и проводить свои мероприятия.
- ноябрь 2016 — в подземный уровень строящейся Ступы Просветления, были заложены реликвии. Залит первый слой фундамента на железобетонных сваях, уходящих под землю на 13 метров.
- декабрь 2016 — залита плита основания, толщиной полметра, размером 7,40 м х 7,40 м и поверх неё залита плита основания первого уровня.
- январь 2017 — готовы стены первого уровня.
- февраль 2017 — стал заметен дверной проём входа на первый уровень. Арматура подросла, определяя контуры второго уровня.
- март 2017 — заливка бетона в опалубку основания второго уровня.
- 1 апреля 2017 года состоялась очередная закладка Священных книг, статуэток, свитков с молитвами, которые специально для московской Ступы передал Далай-лама XIV. Подарки в российскую столицу для церемонии закладки передал и государственный оракул Тибета Туптен Нгодуп[3].
- апрель 2017 — заливка третьего уровня.
- май 2017 — монтаж центрального столба (сакшина) и обустройство ниши для последующей установки в неё полноростовой статуи сидящего Будды.
- 9 июня 2017 — в самый важный день священного буддийского месяца Сага Дава, в день рождения, просветления и ухода в паринирвану Будды Шакьямуни, 6 тонн текстов, реликвий и статуй в 128 ящиках были помещены в Ступу и замурованы.
- к 14 августа 2017 — в нишу ступы установили статую Будды.
- 4 сентября 2017 — установлено навершие ступы. В этот день завершено строительство ступы.
- 16 сентября 2017 года состоялось торжественное открытие ступы[4].
- Сентябрь 2018 года — добавлен орнамент на нишу с Буддой.

## Строение ступы
Ступа Просветления имеет несколько уровней, каждый из которых выполняет свою сакральную функцию.

#### Подземный уровень
Под полом наземного уровня обустроено пространство для хранения реликвий. Данное пространство является изолированным. Камера подземного уровня стала недоступной извне после укладки в него реликвий и возведения перекрытия на нулевой отметке. Этот уровень (фундамент) символизирует «Десять белых добродетелей»: защиту жизни живых существ, милосердие, нравственное поведение, правдивость, добронамеренность, вежливость, разумность (отсутствие пустословия и насмешки), умеренность и скромность, сострадательность, вера в истинность учения.

#### Первый уровень
Единственный уровень в Ступе, предназначенный для посещения верующими.

#### Второй уровень
Как и подземный уровень, предназначен для хранения религиозных реликвий и также является по сути изолированным, с отсутствием внешнего доступа в его камеру. Доступ в камеру осуществляется только один раз — для размещения в нём реликвий сразу после возведения уровня, затем укладывается перекрытие (потолок второго уровня), и камера становится изолированной, согласно своему религиозному предназначению.

#### Третий уровень
Также, как и второй уровень, предназначен для хранения религиозных реликвий и также изолируется после укладки в его камеру религиозных реликвий. На этом уровне также обустраивается открытая наружу ниша, в которую устанавливается полноростовая статуя сидящего Будды.

#### Священный столб Сакшин
На перекрытие второго уровня устанавливается священный столб конической формы — сакшин. Столб проходит через перекрытие над вторым уровнем и через бетонную скорлупу над третьим уровнем, на всю высоту конического навершия и закрепляется — зажимается в уровне металлических декоративных элементов над навершием.

#### Навершие
Над трёхуровневым объёмом Ступы возводится коническое навершие с декоративными элементами в виде месяца и солнца.

## Содержимое ступы
В ступу заложено 34 442 Цаца (статуй божеств):
- Статуя трех божеств долгой жизни — 528 штук
- Гуру Ринпоче — 1 738 штук
- Ступа — 25 457 штук
- Зелёная Тара — 1 726 штук
- Ямантака — 963 штук
- Ваджрайогини — 1 360 штук
- Манджушри — 35 штук
- Будда Медицины — 680 штук
- Будда — 1850 штук
- Ваджрасаттва — 105 штук

а также
- зунги традиций монастырей Миндроллинг и Намгьял,
- мендрубы от учителей и монастырей разных традиций
- мандалы божеств богатств
- песок мандал божеств (более 15 мандал)